# 牝熊
牝熊（めすぐま、英：The She-Bear）は童話の1つ。『ペンタメローネ』2日目第6話に採録されている。実の父親による求婚から逃れるために熊に変身した王女が、王子と結ばれるという変身譚である。

## あらすじ
ロッカスプラに美しい妃を持つ王がいた。ところが、妃が重病となりそこで彼女は王に自分への愛の証として自分と同じほどに美しい女性でなければ決して娶らないことを懇願する。王がそれを受け入れて誓うと、間もなく妃はこの世を去る。
ところが、王には一人娘のプレツィオーサしかおらず、妃が亡くなってしばらく経つと跡取りを得るためには新しい妃を迎える必要に迫られる。そこでお触れを出して世界中から美女を集めるものの、亡き妃との約束に違わない女性は見つからなかった。ところが、亡き妃と瓜二つの美しい女性に成長したプレツィオーサを見た王は、実娘と結婚すればいいと考え、嫌がるプレツィオーサをよそに婚礼の準備を始める。
悲しむプレツィオーサの姿を見た化粧品売りの老婆が1本の小さな棒を与える。それは、口に含んでいるあいだ、その姿を熊に変えるものであった。婚礼の晩、プレツィオーサは婚姻を迫る父親の前で棒を口にくわえて熊に変身し、森の中に逃げ出す。
熊の姿のままで森の中で暮らしていたプレツィオーサは、ある日アカコッレンテの王子に遭遇する。人懐っこい熊を気に入った王子は熊を王宮に連れて行き、庭園で放し飼いにする。ところが、ある日王子が庭園の方を覗くと、そこには棒を外して髪を梳かすプレツィオーサの姿があった。その美しさに驚いた王子は慌てて庭に駆けつけるが、プレツィオーサは危険を感じてふたたび熊に変身する。
美しい女性を見失った王子はショックで病に倒れる。それを見た母親の女王は熊のせいで病気になったと考えて、熊を殺すように召使に命じる。だが、熊になったプレツィオーサは城中から愛されていたために召使も殺すに忍びず、森に放ったあとで女王には嘘の報告をする。その後、王子は森に駆けつけて熊を連れ戻すが、病は重くなるばかり。困惑した女王が途方に暮れていると、王子は熊に自分の介護をさせて欲しいと懇願する。恐る恐る女王が熊を王子の前に通すと、熊はしとやかな立ち居振る舞いで見事に王子の目の前でおいしい料理をこしらえるなどしたため、たちまち王子の病気は快方に向かう。そこでついに王子は熊に対してキスを申し込み、女王からも懇願される。王子が熊にキスをした瞬間、その弾みでプレツィオーサが口にくわえていた棒が落ち、彼女は元の姿に戻る。
事情を知った女王と王子はプレツィオーサに結婚を申し込み、2人はかたく愛を誓いあう。